# BearShare
BearShare es un programa gratuito o de pago, basado en Gnutella, con el cual se pueden bajar de forma rápida archivos de internet.
Algo que puede llegar a ser un defecto es el hecho de que los usuarios de este programa son los que comparten sus archivos. Un usuario tiene que estar conectado para poder bajar información de otra computadora.

## Historia
Bearshare fue un aplicación de intercambio de archivos P2P basada en la red Gnutella, con un foro de soporte. Fue lanzado el 4 de diciembre de 2000. Los operadores originales de Free Peers, Inc. fueron Vicent Falco y Louis Tatta.
Luego el 27 de junio de 2005, la Corte Suprema de los Estados Unidos tomó una decisión en el caso de MGM Studios, Inc. v. Grokster, Ltd., en donde los foros de BearShare debían cerrar.
El 4 de mayo de 2006, Free Peers aceptó pagar $30 millones en un acuerdo con la RIAA y transferir todos sus bienes a MusicLab, LLC. (un subsidiario de IMesh). 
El 17 de agosto de 2006, MusicLab lanzó BearShare V6, una nueva aplicación que no tiene relación con la original, la cual no usa el protocolo Gnutella para nada, pero en vez de eso opera en la misma red que el cliente iMesh.
En agosto de 2006, MusicLab lanzó otra versión optimizada para descargas de videos llamada BearFlix. La primera versión de BearFlix fue 1.2.1.
El 27 de octubre de 2008, BearShare V7 fue liberado con soporte para iPod.

## Versiones
Tres variaciones de la versión de BearShare que operaba con Gnutella fueron distribuidas por Free Peers: Free, Lite y Pro. La versión Free tenía mayores límites de rendimiento que la Lite pero contenía algo de adware. La versión Pro tenía mayores límites de rendimiento que ambas versiones pero costaba $24 US. Las series de los números de las versiones fueron desde 1.0 hasta 5.2.5.9.
Una variante del cliente original BearShare que operaba con Gnutella, fue llamada BearFlix, fue alterada para limitar el intercambio, las búsquedas y descargas de imágenes y videos los cuales son limitados en tamaño y duración. Es ofrecido como Basic y Pro ($19 US), versiones con diferencias en cuanto a sus límites de rendimiento como las correspondientes con las versiones BearShare, Lite y Pro. No existe versión Free en las versiones de BearFlix.
BearShare V6 (MusicLab) y posteriores versiones ofrecen descarga de música por pago en el formato DRM
WMA, como también contenido gratis en varios formatos, en su mayoría MP3. También incluye funciones de redes sociales, algo similar a Myspace. El contenido gratis es compartido por usuarios y automáticamente es verificado de ser legal por BearShare. La verificación se realiza usando huella digital acústica. Además, los archivos de video de más de 50 MB y 15 minutos de duración no pueden ser compartidos, garantizando que largometrajes no puedan ser transferidos a través de la red. Ningún otro contenido además de música o vídeos puede ser compartido, excluyendo archivos ejecutables y zip, entre otros. 

## Componentes
Entre las opciones con las que cuenta este programa son las de Buscar, Bajar, Cargas, Biblioteca, Teatro y Ayuda.

### Buscar
Tal y como su nombre lo dice en esta opción se podrán poner los nombres de los archivos a buscar, se puede ser tan específico como se desee desde poner solo el nombre del archivo y que busque cualquier tipo de coincidencia, hasta especificar el tipo de archivo y dentro de esto está la opción de poner el nombre del autor si se trata de canciones y videos.
Los tipos de archivos son Documentos, Cualquiera, Canciones, Videos, Música, Audio y Archivos.

### Bajar
Aquellos documentos que ya se han buscado y además se han puesto a bajar. Aquí se ve el porcentaje del archivo que se ha bajado y el tiempo estimado de la descarga. Cuanto mayores sean las fuentes que tiene el archivo más rápido se bajarán estas. Pero esto depende de si los propietarios comparten sus archivos y de que estén conectados. El estado de En cola significa que el propietario del archivo ha recibido la solicitud de bajar el archivo pero en estos momentos está ocupado con otras peticiones, en este caso se recomienda esperar hasta se libere el servidor sin desconectarse ni pausar los archivos para que se descarguen más rápido. La forma en la que se descargan los archivos se mide en bits, por lo cual no hay que sorprenderse si se ve un archivo bajándose a 80kbits puesto que en realidad solo son 10 KB.

#### Tipos de descarga
Hay que tener en cuenta que los archivos se bajan directamente de las computadoras de otros usuarios por lo cual para que la información pueda ser obtenida debe de estar conectado a la red aunque sea uno de los propietarios de estos. Dentro de las opciones que se tienen están la de compartir los archivos que hacen que otros usuarios puedan descargarse un archivo usando su computadora como servidor. Mientras más usuarios sirvan como servidores el archivo se descargará más rápidamente.

#### Otras opciones
Dentro del área de descarga se tienen varias opciones extras que permiten hacer más dinámico el programa. Estas opciones son encontrar , continuar descarga, borrar, buscar más fuentes.

##### Encontrar servidor
En esta opción se buscan las computadoras de donde se están descargando los archivos, en esta opción se ven todos los archivos que tiene esa computadora para compartir. Los archivos que tienen más de diez fuentes piden una pequeña confirmación antes de contactar a los servidores.

##### Pausar descarga
Esto detiene temporalmente la descarga del archivo. Esta opción es muy buena cuando se tienen varias descargas pero se quiere que todo el ancho de banda se utilice para descargar un solo archivo, se le pone pausa a todos los demás archivos.

##### Continuar descarga
Una vez pausada una descarga se habilita esta opción para continuar con la descarga del archivo de manera normal.

##### Borrar
Esta opción elimina completamente la descarga de la lista de pendientes. Si el archivo ya había bajado algún sector de la información se pide una confirmación para eliminar realmente el archivo. Hay que tener mucho cuidado con esta opción ya que no siempre elimina completamente los archivos de la computadora, por lo cual es recomendable revisar periódicamente la carpeta de temporales del programa para evitar una sobresaturación en la computadora.

##### Buscar más fuentes
Cuando ocurre algún error en la descarga o pone una nota de se necesitan más fuentes, es necesario utilizar esta opción para reanudar la descarga, aunque no siempre se garantiza la descarga del archivo, da continuidad a la descarga que en caso contrario se detiene indefinidamente.

### Cargas
Si se tienen archivos para compartir aquí se ve que usuarios están bajando tus archivos, cuanto queda para completar la descarga y los que ya terminaron de bajarse.

### Biblioteca
Aquí se encuentran los archivos que tienes para compartir con otros usuarios y las veces que estos han encontrado tu archivo y lo han puesto a bajar, que lo vean no significa que se conecten a tu computadora para bajar los archivos.

### Teatro
El programa tiene la opción de utilizarlo como un programa para correr vídeos y música en esta opción permite previsualizar los archivos que se están bajando para ver si es lo que se buscaba. Esta opción no siempre funciona pero también sirve para ver lo que ya se ha bajado aunque hace muy lenta la computadora.

### Ayuda
Un pequeño tutorial donde mediante la página principal se resuelven las dudas más frecuentes, un poco arcaico pero sirve cuando uno no sabe qué es lo que tiene que hacer para utilizar bien su programa. Por lo demás, el programa es muy bueno y muy sencillo de usar, solo basta con descargarlo y listo, y a diferencia de otros programas de música, esto no hace lenta la línea si es que estuvieras trabajando en otra cosa en la computadora.